# The Bitch Is Back
The Bitch Is Back é uma canção escrita por Elton John e Bernie Taupin. Foi lançada como single do álbum Caribou em 1974, tendo alcançado a 1ª posição nas paradas musicais do Canadá, 4ª nos Estados Unidos e 15ª no Reino Unido. Em 1995, John recebeu um disco de ouro da RIAA pela vendagem de cópias de The Bitch Is Back.
Na época de seu lançamento, a canção era considerada extremamente ofensiva por conta da palavra "bitch" (que em português significa "[sem vergonha]") e foi banida de inúmeras rádios pelos Estados Unidos. A ideia para a escrita da letra teria vindo da esposa de Bernie Taupin na época e não da vida pessoal de Elton John, como se costuma divulgar.
"The Bitch Is Back" foi gravada duas vezes por Tina Turner: primeiramente em seu álbum Rough, de 1978, e depois em Two Rooms, de 1991. Tina também cantou-a no VH1 Divas Live de 1999. 